# Массалитинова, Варвара Осиповна
Варва́ра О́сиповна Массали́тинова (17 [29] июля 1878, Елец, Орловская губерния — 20 октября 1945, Москва, РСФСР, СССР) — русская и советская актриса театра и кино, народная артистка РСФСР (1933), лауреат Сталинской премии второй степени (1941).
Брат — артист Николай Массалитинов (1880—1961).

## Биография

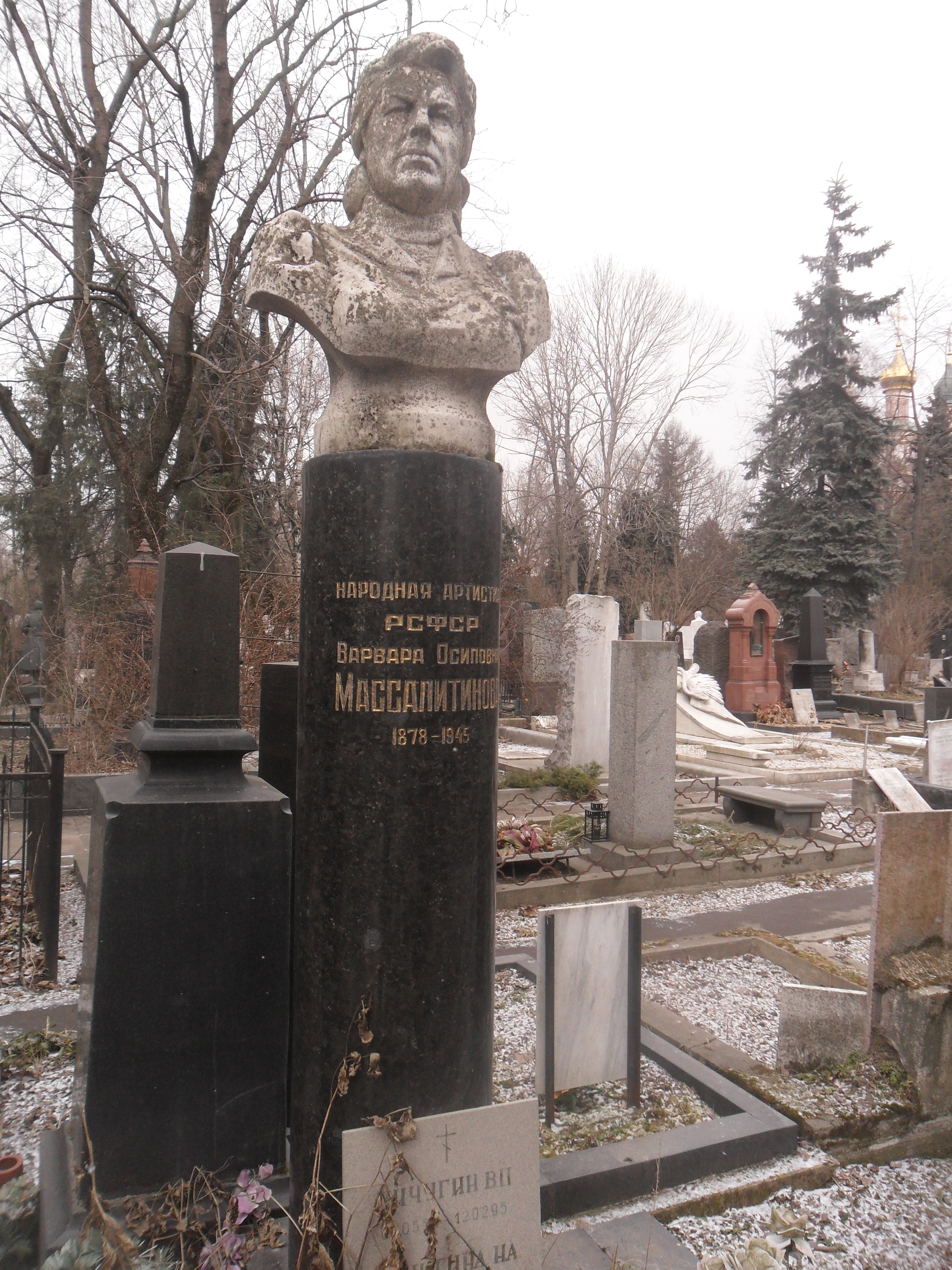
Могила Массалитиновой на Новодевичьем кладбище Москвы.

Родилась 17(29) июля 1878 года в Ельце. Детство и юность прошли в Томске, гимназисткой принимала участие в любительских спектаклях, играла характерные роли старух.
Окончила Мариинскую женскую гимназию в Томске.
Выступала на любительской сцене. По окончании драматических курсов при Московском театральном училище (класс А. П. Ленского) с 1901 года в Малом театре. В кино с 1918 года.
Скончалась 20 октября 1945 года в Москве, похоронена на Новодевичьем кладбище (2 участок, 25 ряд, 17 место), рядом с кинорежиссёром Я. А. Протазановым, который снимал фильм «Аэлита» с её участием.

## Награды и звания
- Заслуженная артистка Республики (1925)
- Народная артистка РСФСР (1933)
- 2 ордена Трудового Красного Знамени (23.09.1937 — за выдающиеся заслуги в деле развития русского театрального искусства; 01.02.1939)
- Сталинская премия второй степени (1941) — за роль бабушки Акулины Ивановны в фильмах «Детство Горького» (1938) и «В людях» (1939)

## Работа в театре

#### Новый театр
1. 1902 — Мёртвые души — Коробочка

#### Показательный театр
1. 1919 — Лес — Гурмыжская

#### Малый театр
1. 1904 — «Юбилей» — Мерчуткина
2. «Доходное место» — Кукушкина
3. «Женитьба» — сваха
4. «Правда — хорошо, а счастье лучше» — Филицата
5. «Просители» — Шумилова
6. «В чужом пиру похмелье» — Ненила Сидоровна
7. 1923 — «Недоросль» — Простакова
8. 1935 — «На всякого мудреца довольно простоты» — пьяница-гадалка Манефа
9. 1938 — «Горе от ума» А. С. Грибоедова — Хлестова
10. 1943 — «Нашествие» Л. М. Леонова — нянька Демидьевна

## Фильмография
1. 1919 — Поликушка — столяриха
2. 1924 — Аэлита — эпизод
3. 1924 — Морозко
4. 1927 — Господа Скотинины — Простакова
5. 1928 — Человек родился
6. 1933 — Гроза — Кабаниха
7. 1938 — Александр Невский — мать Буслая
8. 1938 — Детство Горького — Акулина Ивановна
9. 1939 — В людях — Акулина Ивановна